# AYNI Lab Social
El AYNI Lab Social es el laboratorio de innovación social del Ministerio de Desarrollo e Inclusión Social del Perú. Fue creado en octubre del 2016 para promover la generación de innovaciones costo-efectivas para la política social, por medio de la identificación e implementación de soluciones innovadoras dirigidas a mejorar la calidad de vida de la población en condición de pobreza o vulnerabilidad. Es el primer laboratorio de innovación costo-efectiva creado oficialmente —por resolución ministerial— en el Perú. El presidente del Perú, Pedro Pablo Kuczynski, mencionó la creación del AYNI LAB Social en su conferencia sobre los avances y logros del gobierno a los 100 días de su gestión.
Además de los especialistas y el equipo técnico del AYNI Lab Social, este tiene al "Grupo de Trabajo" como el responsable de orientar todas sus actividades. Dicho grupo está conformado por: el Viceministro(a) de Políticas y Evaluación Social (quien lo preside), el Viceministro(a) de Prestaciones Sociales, el Director(a) General de Calidad de la Gestión de Programas Sociales, el Director(a) General de Articulación u Coordinación de las Prestaciones Sociales, el Director(a) General de Seguimiento y Evaluación, el Director(a) de Evaluación, y el Jefe de la oficina de Planeamiento e Inversiones.
El AYNI Lab Social busca facilitar el desarrollo de innovaciones sociales que sean: originales, transferibles y reproducibles, capaces de transformarse en políticas, costo-efectivas, y escalables. En este contexto viene trabajando el desarrollo tanto de innovaciones institucionales como tecnológicas. Una buena cantidad de las innovaciones institucionales hacen uso de alcances de insights de la economía conductual y la psicología para lograr mecanismos y soluciones costo-efectivas; así también, todas estas buscar ser evaluadas siguiendo metodologías experimentales y de evaluación de impacto. En cuanto a las innovaciones tecnológicas, estas se han venido trabajando con base en las convocatorias denominadas "Concursos de Innovación Social", promovidos en conjunto con el Ministerio de Desarrollo e Inclusión Social del Perú, el Ministerio de la Producción del Perú e Innóvate Perú.